# 유럽 연합 기본권 헌장
유럽 연합 기본권 헌장(Charter of Fundamental Rights of the European Union)은 유럽연합 시민 및 거주민의 정치적, 경제적, 사회적 권리를 규정한 헌장이다. 1999년 6월 쾰른에서 열린 유럽평의회에서 기본권 헌장의 초안을 마련하기로 결정하였고 2000년 12월 7일 유럽 의회에서 이 헌장이 선포되었다.
리스본 조약에서 기본권 헌장이 조약과 같은 구속력을 가진다고 명시하여, 2009년부터 유럽 연합에서 구속력 있는 법적 규범이 되었다. 이로써 유럽연합 기본권 헌장은 유럽 연합 법원의 판단 기준으로 작용한다. 유럽연합 기본권 헌장에서 보장된 기본권의 증진을 위한 활동을 위해 유럽 연합 기본권청이 설치되어 있다.

## 내용

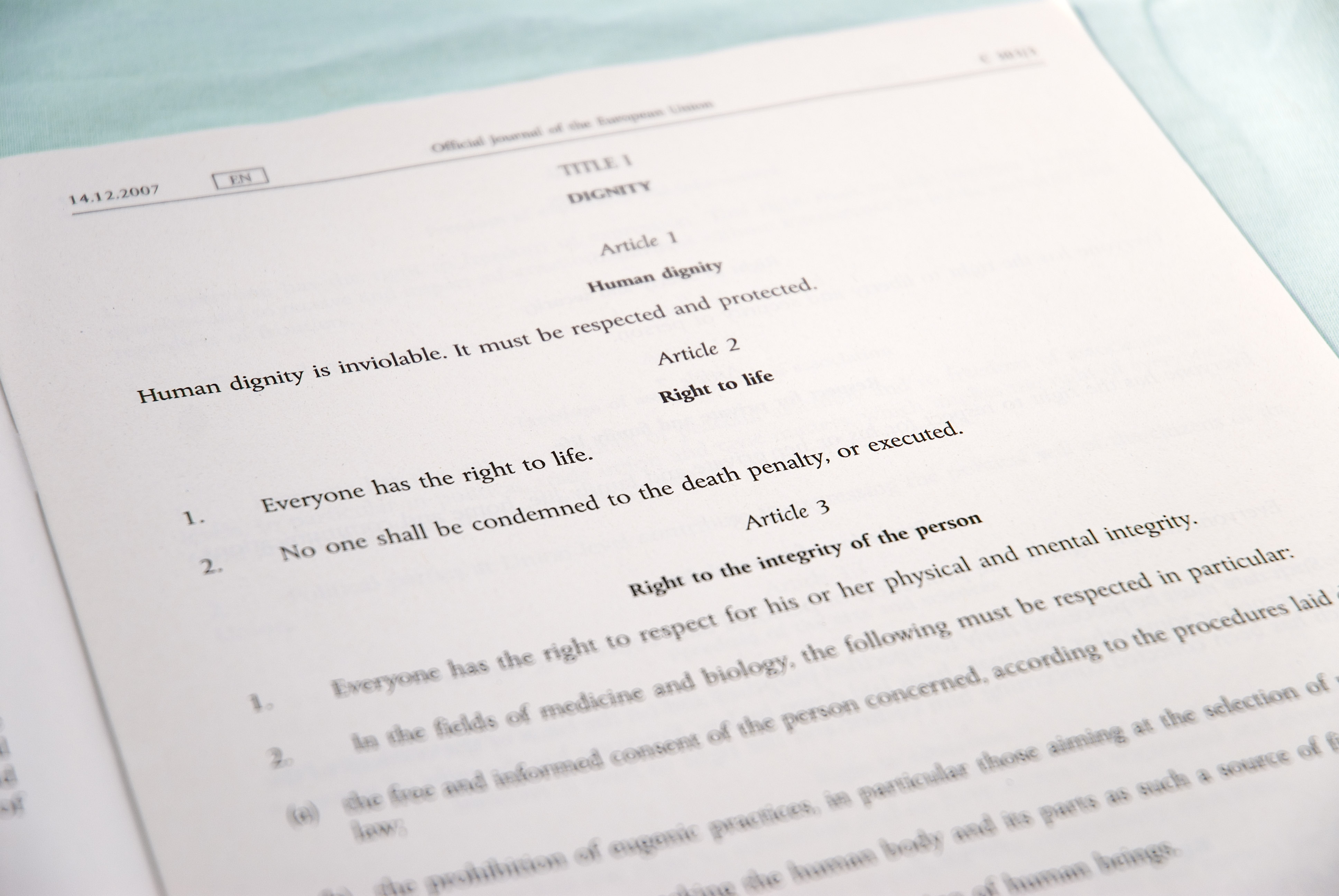
인간의 존엄성과 사형 폐지를 규정한 유럽 연합 기본권 헌장

유럽 연합 기본권 헌장은 7개의 장, 총 54조로 구성되어 있다.
- 제1장 존엄성: 인간의 존엄성, 생명권과 사형폐지, 고문금지, 강제노동 금지를 규정한다.
- 제2장 자유: 자유권과 사생활의 존중, 혼인과 가족구성권, 사상의 자유, 표현의 자유, 집회·결사의 자유, 학문의 자유와 교육권, 직업 및 영업의 자유, 재산권과 망명권을 보장한다.
- 제3장 평등: 법 앞의 평등과 차별금지, 성평등과 아동 및 노인의 권리를 규정하고 있다.
- 제4장 연대: 사회적 기본권을 규정한 장이다. 노동권과 사회보장, 환경권과 소비자 보호에 대해 규정하고 있다.
- 제5장 시민권: 유럽 연합 시민으로서의 정치적 권리를 규정하였다. 선거권과 피선거권, 좋은 행정을 누릴 권리, 문서에 대한 접근권, 청원권, 거주·이전의 자유와 외교적 보호권에 관해 규정하고 있다.
- 제6장 사법: 효과적 권리구제를 받을 권리와 공정한 재판을 받을 권리, 무죄추정 원칙, 죄형법정주의와 형벌의 비례성 원칙, 이중처벌 금지 원칙을 규정하고 있다.
- 제7장은 해석과 적용에 관한 일반 규정이다.

## 같이 보기
- 유럽사회헌장
- 기본권